# Ribas de Sil
Ribas de Sil ist eine spanische Gemeinde (Concello) mit 904 Einwohnern (Stand: 2024) in der Provinz Lugo der Autonomen Gemeinschaft Galicien.

## Geografie
Ribas de Sil liegt am südöstlichen Rand der Provinz Lugo an der Grenze zur Nachbarprovinz Ourense, ca. 65 Kilometer südöstlich der Provinzhauptstadt Lugo.
Umgeben wird Ribas de Sil von den sechs Nachbargemeinden:
| A Pobra do Brollón |                                                       | Quiroga |
| Monforte de Lemos  | Kompassrose, die auf Nachbargemeinden zeigt           |         |
| Castro Caldelas    | A Pobra de Trives (Ourense) San Xoán de Río (Ourense) |         |

Das Gebiet der Gemeinde wird im Westen, im Norden und im Osten von Fluss Sil begrenzt. Im Süden steigen die Berge der Serra da Moá, die die natürliche Grenzen zwischen den Provinzen Lugo und Ourense bilden, mit Höhen über 1000 m an mit höchsten Erhebungen des A Mallada (1010 m), des A Moá (1123 m) und des Monte Cerengo (1234 m).

## Bevölkerungsentwicklung der Gemeinde
Legende: Ribas del Sil___Ribas de Sil

Quelle: INE-Archiv – grafische Aufarbeitung für Wikipedia
Nach einem Anwachsen der Gemeindegröße auf fast 4000 Einwohner bis 1950 sank die Zahl der Bevölkerung in der Folgezeit stetig bis unter 1000. Ein besonders markanter Rückgang ist zwischen 1950 und 1970 zu beobachten, als die Gemeinde in Periode fast die Hälfte ihrer Bevölkerung verlor.

## Gemeindegliederung
Die Gemeinde Ribas de Sil ist in sieben Parroquias gegliedert:
| Parroquias   | Patrozinium           | Einwohner 2024 | Fläche km² | Dichte Einw./km² | Höhe msnm | Ortskennzahl |
| ------------ | --------------------- | -------------- | ---------- | ---------------- | --------- | ------------ |
| Nogueira     | Nosa Señora das Neves | 27             | 8,38       | 3                | 243       | 27052010000  |
| Peites       | San Martiño           | 22             | 10,68      | 2                | 428       | 27052020000  |
| Piñeira      | San Cristovo          | 25             | 4,73       | 5                | 587       | 27052030000  |
| Rairos       | Santa Lucía           | 29             | 2,06       | 14               | 239       | 27052040000  |
| Ribas de Sil | San Clodio            | 724            | 15,18      | 48               | 244       | 27052050000  |
| Soutordei    | Santiago              | 13             | 12,68      | 1                | 622       | 27052060000  |
| Torbeo       | Santa María           | 74             | 14,12      | 5                | 535       | 27052070000  |

Der Hauptort San Clodio liegt in der Parroquia Ribas de Sil.

## Geschichte
Die Geschichte von Ribas do Sil ist geprägt von der Bergbautätigkeit der Römerzeit, mit zahlreichen Spuren in der Archäologie und Toponymie, und vom Kloster von San Clodio, Ursprung des Namens des Hauptorts.
Die Anwesenheit von Menschen in der Altsteinzeit und Mittelsteinzeit wurde in den Überresten der Steinindustrie dokumentiert, die die Kiesel und Quarzite des Flussschwemmlands verwendete und in den gelegentlichen Funden von polierten Steinäxten, die sich heute in Privatsammlungen befinden. Aus der Jungsteinzeit stammen die Mámoas. Es gibt Reste eines Menhirs und eines Cromlechs. Hervorzuheben sind bereits in der Bronzezeit die Funde von Äxten dieser Legierung in der näheren Umgebung.
Die Kelten, die die Eisentechniken kannten, drangen in Galizien durch das Sil-Becken um 650 v. C. ein und führten eine stabile und rudimentär urbane Siedlungsform in der Nähe von Goldminen ein, die Castros. Neben dem Lauf des Sils, einem natürlichen Zugang nach Galicien, gab es ein Netz frühgeschichtlicher Wege, die wirtschaftliche und kulturelle Beziehungen mit anderen Gebieten ermöglichten.
Im ersten Jahrhundert vor Christus kamen die Römer und überzogen das Siltal voller Bergbauaktivitäten. Die Förderungstechniken, die am weitesten verbreitete „ruina montium“, erforderten viele Arbeiter, hauptsächlich Sklaven und Sträflinge. Die komplexen und intensiven Tätigkeiten erforderten eine gute Organisation von Transportwegen, Grundbedürfnissen wie Werkzeuge, Holz, Seile usw. und Dienstleistungen zusammen mit der Anwesenheit einiger Militäreinheiten.
Die Romanisierung hat nicht nur eine neue Zivilisation hervorgebracht, sondern auch die Wirtschaft mit Bergbautätigkeiten, Landbesiedlung, Handel, Straßen usw. entwickelt. Diese Straßen wurden bis in die jüngste Zeit in verschiedenen historischen Momenten und zu unterschiedlichsten Zwecken genutzt: Pilger, Armeen, Maragatos-Händler, Wanderhandwerker, Baumärkte, Nomaden, Bettler.
Ein Christusmonogramm aus dem vierten Jahrhundert belegt die Anwesenheit von christlichem Glauben in dieser Zeit. Christen aus Léon, Flüchtlinge vor der muslimischen Invasion, sollen diejenigen sein, die in San Clodio vor etwa tausend Jahren eine Abtei errichteten unter dem Schutz des Märtyrers.
Während der Napoleonischen Kriege litt die Bevölkerung der Gemeinde unter Vergeltungsmaßnahmen der französischen Besatzer nach Aktionen kleiner Guerilla-Gruppen und des Widerstands der Bevölkerung. Unter anderem wurden die Kirche und die Abtei in Brand gesteckt.
Bei der Teilung Spaniens in Provinzen im Jahr 1833 erfolgte der Übergang von Ribas do Sil von der Provinz Ourense in die Provinz Lugo und die daraus folgende Verlegung der Hauptstadt von Torbeo nach San Clodio. Mit der Desamortisation von 1850 wurden die Ländereien und Pachtverträge der Abtei in so großen Losen versteigert, dass sie nur von Personen mit hoher wirtschaftlicher Leistungsfähigkeit erworben werden konnten, wie Don Manuel Batanero e Flórez, Guitián de Monforte und einige andere, was dazu führte, dass die schlechte wirtschaftliche und soziale Situation aufrechterhalten wurde, da die Kleinbauern, die die Mehrheit der Bevölkerung bildeten, keinen Zugang zum Eigentum der Erde hatten. Don Manuel Batanero baute einen großen Herrensitz in der Nähe seines alten Hauses. 1883 kam die Eisenbahn durch seine Vermittlung in San Clodio an und er trat Land an den Bahnhof ab, wobei er von der Eisenbahngesellschaft Konzessionen für den obligatorischen Halt aller Personenzüge erhielt. Die Ankunft der Eisenbahn bewirkte große Veränderungen in der Gemeinde. Die Arbeiten bedeuteten die Beschäftigung zahlreicher einheimischer und ausländischer Arbeitskräfte. San Clodio erhielt sein urbanes Aussehen und wuchs wirtschaftlich dank der Eisenbahn mit Handels- und Industriebetrieben. Im ersten Drittel des 20. Jahrhunderts lebte die Bevölkerung von Ribas do Sil von landwirtschaftlicher Arbeit oder wanderte nach Amerika aus. Viele andere junge Menschen wanderten in den 1920er Jahren aus, um in den von der Diktatur von Primo de Rivera durchgeführten Arbeiten an Eisenbahnen und Straßen sowie in den Industrie- und Bergbaugebieten Asturiens, des Baskenlands und Kataloniens zu arbeiten.
Die Zweite Spanische Republik bewirkte die Wahl im Juni 1931 von Sozialisten und Angehörige der Acción Republicana in den Gemeinderat von Ribas de Sil. Wie in anderen Bereichen radikalisierte sich die Situation schrittweise aus einer breiten und vielfältigen Reihe von Gründen, deren Effekt sich insbesondere auf kirchliche Gebäude in den Jahren bis 1936 auswirkte. Die Angriffe erfolgten durch kleine Gruppen und nicht durch die Behörden gelenkt. Am 22. Juli 1936 rückten Kräfte der Falange gewaltsam auf Ribas de Sil vor. Die Republikaner flohen in die Berge oder in Zügen. Mitglieder der lokalen Falange übernahmen die Rolle von „Befreiern“ und vertraten die Position Francos.
Die 1940er Jahre werden als „Jahre des Hungers“ genannt. Öffentliche Ordnungskräfte üben eine strenge Kontrolle der Bevölkerung aus. Die Männer fanden Arbeit Im Wiederaufbau und Umstrukturierung der Einrichtungen der Eisenbahn bis zum Bau der Speicherbecken und Wasserkraftanlagen. Die Zeit ist auch durch Auswanderungen nach Argentinien und Venezuela gekennzeichnet. In den 1950er Jahren wurde Eisenerz abgebaut, auf Zügen nach Vigo und Ferrol beladen und von dort nach Großbritannien exportiert. In den 1960er Jahren begann die Auswanderung in spanische Industriegebiete wie Barcelona und nach Europa, insbesondere Frankreich. Die Folgen waren verlassene Dörfer und alternde Bevölkerung. Die ersten Geldüberweisungen der Migranten machten das Leben in den Dörfern angenehmer. In den 1970er Jahren veränderten der Bau der Nationalstraße N 120 und der neuen Brücke zwischen San Clodio und Quiroga die Landschaft und das Erscheinungsbild der Gemeinde. Mit dem Tod Francos begann eine neue Etappe in der Geschichte Ribas de Sil.

## Sehenswürdigkeiten

### Sakralbauwerke
- Kirche San Clodio

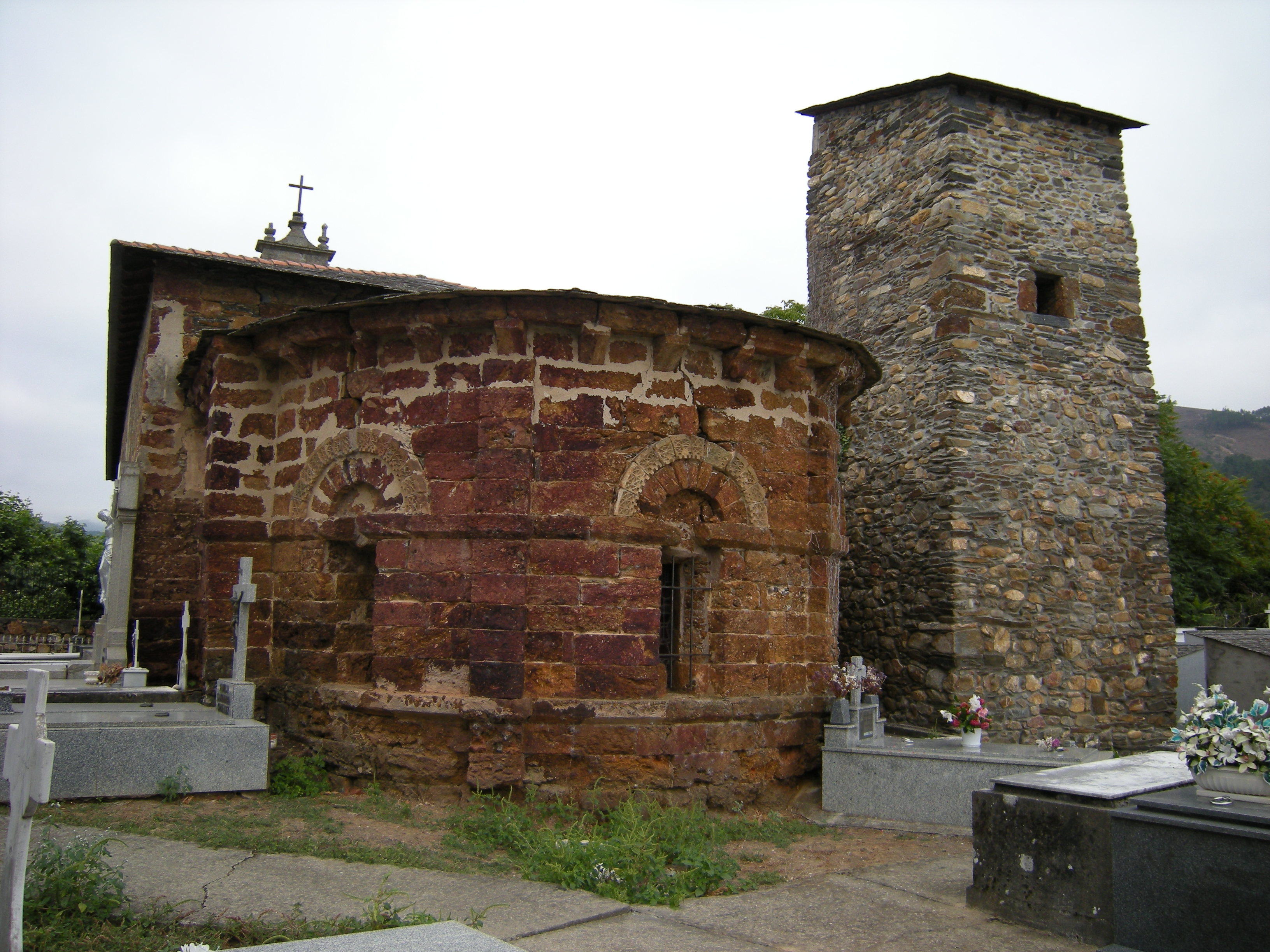

Die Abtei von San Clodio wurde vor tausend Jahren gegründet und im 12. Jahrhundert mit seinen Ländern und fünfhundert Lehnsleuten an Benediktiner gegeben, die sie bis zur Desamortisation bewirtschafteten. Ein Teil ihrer Kirche, ein Turm und ihr Tor wurden bis heute bewahrt.
Von der alten romanischen Kapelle der ersten Hälfte des 12. Jahrhunderts bleibt es nur die kreisförmige Apsis mit regelmäßigen mittelgroßen eingeschwärzten Werksteinen und der nördlichen Tür des Kirchenschiffs. Der Rest der Kirche ist späteren Datums.
Der Turm, der an der Apsis der Kirche angebaut ist, ist ein Überrest der alten Abtei, die im Laufe der Zeit zerstört wurde, insbesondere während der Kämpfe gegen die französischen Truppen vor zwei Jahrhunderten.
- Kirche Santa María de Torbeo

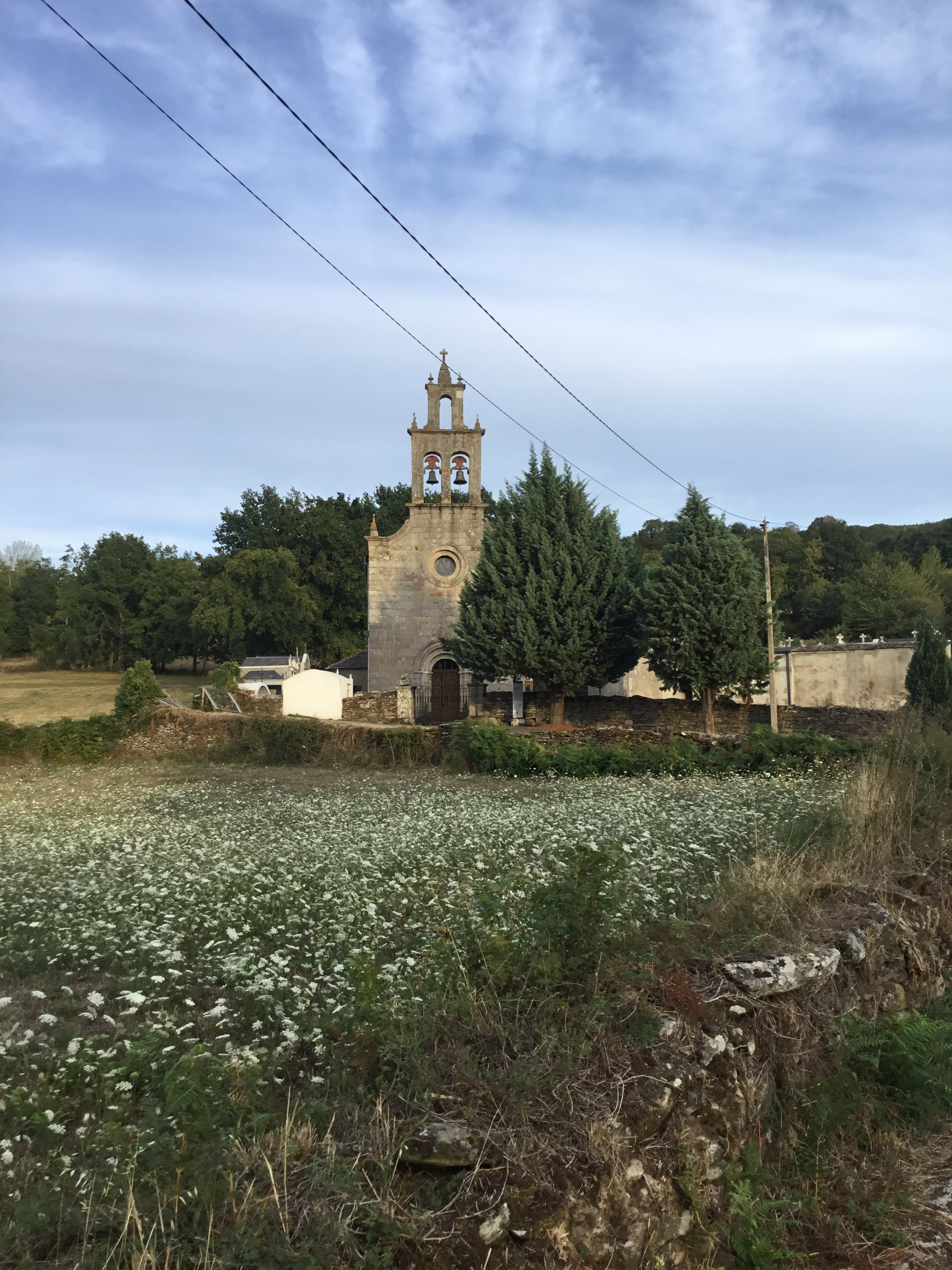

Die Kirche von Torbeo gehört zur späten Romanik, möglicherweise am Ende des 13. Jahrhunderts errichtet.
Die Toponymie der umgebenden Flurnamen gibt einen Hinweis auf die mögliche Existenz eines kleinen Klosters, das heute verschwunden ist. Außerdem wird das Kloster in einem Dokument aus dem 13. und 14. Jahrhundert erwähnt, in dem es sich um Erbschaften handelt, und einem anderen aus dem Historischen Nationalarchiv.
Ein Brand zerstörte diese Kirche im Jahre 1936, die nur die Wände und das Gewölbe der Apsis verschonte, und 1945 wiederhergestellt wurde. Im Inneren der Nordwand des Schiffes überdauerte dieses Feuer ein Teil einer gotischen Inschrift, der Rest eines alten Gemäldes. 
- Kirche Santiago de Soutordei

Sie wurde im 17. Jahrhundert errichtet und verfügt über drei Kirchenschiffe und eine auf der Südseite gelegene Sakristei. Das polychrome Altarretabel stammt aus dem letzten Drittel des 18. Jahrhunderts.
- Kirche San Martiño de Peites

An der Spitze des Eingangs ist ein polychromer Stein mit einem Relief zu sehen mit dem heiligen Martin von Tours in der Darstellung, wie er seinen Umhang mit einem armen Mann teilt. Das Retabel ist ein Werk im Renaissance-Stil aus dem 17. Jahrhundert.
- Kirche der Nosa Señora das Neves de Nogueira

Sie wurde im frühen 18. Jahrhundert errichtet. Das polychrome Altarretabel scheint auf das Jahr 1748 datiert zu sein mit einer Fertigstellung 16 Jahre später. Skulpturen datieren aus dem 18. Jahrhundert, ebenso wie das Taufbecken.
- Kirche Santa Lucía de Rairos

Romanisches Gebäude, in der Mitte des 17. Jahrhunderts umgebaut. Halbrunder Zugangsbogen zum Altarraum. Sakristei an der Südfassade des zweischiffigen Langhauses angebaut. Mittelalterliches Taufbecken. Weihrauchgefäß aus Metall aus dem 17. Jahrhundert.
- Kirche San Cristovo de Piñeira de Abaixo

Der Hauptaltar ist klassizistisch und zeigt Skulpturen mit den Darstellungen von Christophorus und von San Cristovo und Maria aus dem 17. Jahrhundert. Das linke Altarbild stammt aus dem späten 17. Jahrhundert, mit Skulpturen des heiligen Raimund Nonnatus und dem Erzengel Michael, die im 16. Jahrhundert geschnitzt wurden.
- Kapelle Piñeira de Arriba

Gebäude aus dem 17. Jahrhundert mit Stein- und Lehmwänden und mit einem Satteldach, das mit Holz und Schiefer gedeckt ist, mit Stein- und Lehmwänden. Das Altarbild stammt aus dem 18. Jahrhundert. Die Skulpturen mit Darstellungen der heiligen Barbara und Maria sind Schnitzereien aus dem 16. Jahrhundert.

### Profanbauwerke
- Herrenhaus (Pazo) Batanero

Manuel Batanero kaufte die Ländereien der Abtei, die 1850 im Zuge der Desamortisation in großen Losen versteigert wurde und begann im selben Jahr mit dem Bau eines großen Herrenhauses, das 1889 in der Nähe seines alten Hauses am Ufer des Sils fertiggestellt wurde. Seine Blütezeit dauerte bis in die 1930er Jahre, als Manuel Batanero starb, zusammen mit dem Tod seines Schwiegersohns Belloch, als dieser versuchte, mit seinem Flugzeug auf dem Feld der ehemaligen Abtei zu landen.
- Eisenbrücke San Clodio

Diese Brücke befindet sich im Hauptort dieser Gemeinde und spannt sich über den Sil. Sie wurde 1883 nach einem Projekt des Ingenieurs Pelaio Mancebo fertiggestellt. Sie hat zwei stützende Steinbögen und zwei Metallplanken mit einer Länge von jeweils 78 und 18 Metern. Die Baukosten betrugen 261.923 Pesetas aus dem 19. Jahrhundert. Um sie zu bauen, musste man 10 Meter unter die Flussrinne steigen, wofür damals eine sehr neue Technik verwendet wurde, die pneumatische Glocke, die es ermöglichte, unter Wasser mit Druckluft zu arbeiten. Um ihre Tragfähigkeit zu testen, wurden Karren verwendet, die von drei Pferdepaar mit 12 Tonnen Fracht gezogen wurden.

## Wirtschaft
| Ackerbau, Viehzucht und Fischerei                                                  | 024 | 09,88  |
| Industrie                                                                          | 033 | 013,58 |
| Bauwirtschaft                                                                      | 025 | 010,29 |
| Dienstleistungsbetriebe                                                            | 161 | 066,26 |
| Total                                                                              | 243 | 100,00 |
| * Daten aus dem Statistischen Amt für Wirtschaftliche Entwicklung in Galicien, IGE |     |        |

## Verkehr

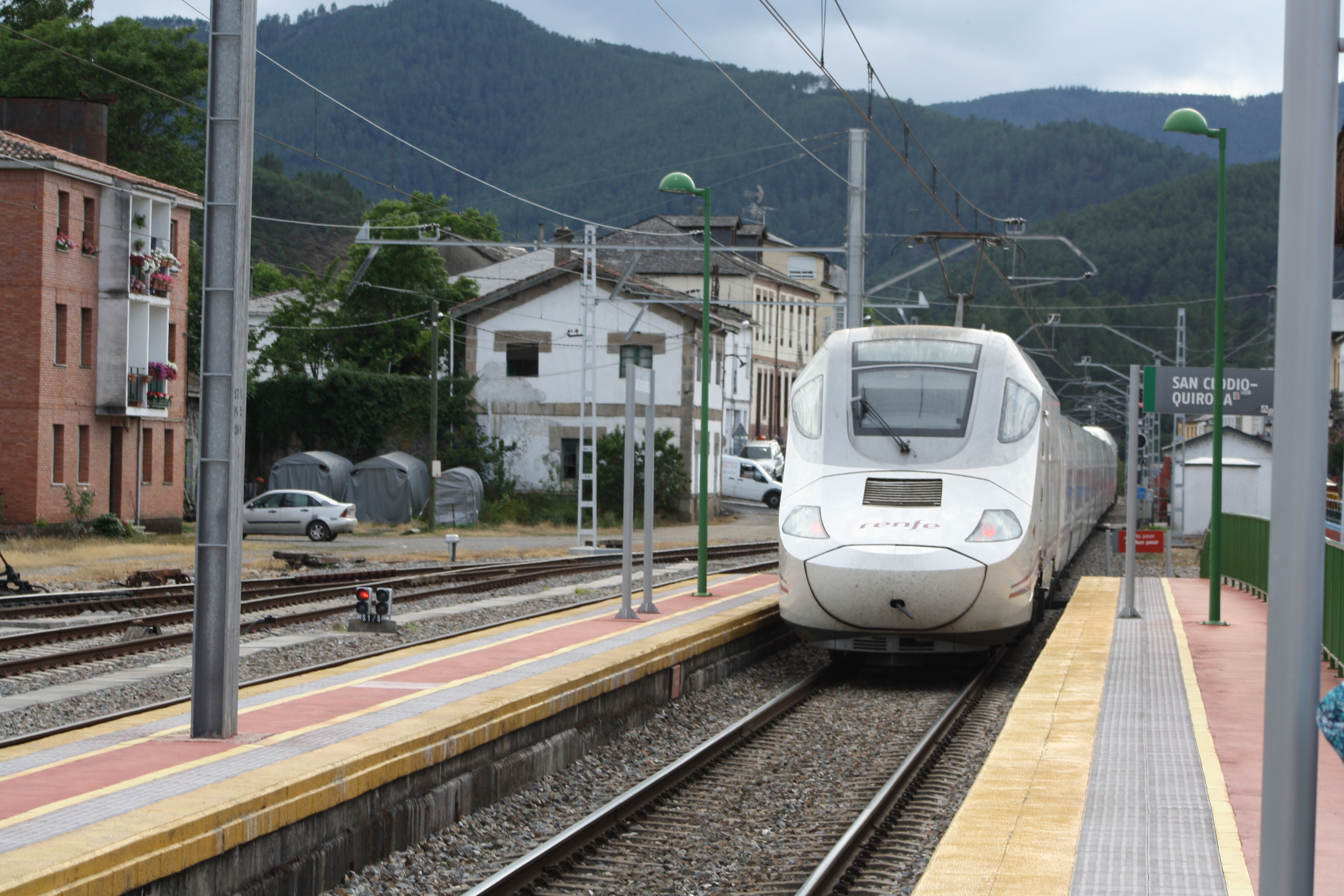
Haltepunkt in San Clodio

Die Hauptzufahrtsstraße zur Gemeinde ist die Nationalstraße N-120, die zweimal den Sil und damit die Grenze zur Nachbargemeinde Quiroga überquert. Sie verbindet die Gemeinde im Westen mit Monforte de Lemos und Ourense und im Osten mit Ponferrada, dort mit Anschluss an die Autovía A-6 von Madrid nach Arteixo.
Die Gemeinde liegt an der Bahnstrecke von Madrid nach A Coruña mit einem Haltepunkt im Hauptort San Clodio.